# Cucerdea
Cucerdea é uma comuna romena localizada no distrito de Mureș, na região histórica da Transilvânia. A comuna possui uma área de 35.93 km² e sua população era de 1638 habitantes segundo o censo de 2007.